# URN
Uniform Resource Name (URN), é um termo técnico (e anglicismo de tecnologia da informação) que foi traduzido para a língua portuguesa como "nome uniforme de recurso", é um tipo de URI que usa o URN Scheme e que tem por objetivo a identificação única do recurso, de forma persistente e independente da sua localização.
A ideia básica dos URNs como identificadores persistentes é permitir a separação estrita entre identificação (nome único) e localização (endereços URL que podem oferecer o recurso identificado).
Os requisitos funcionais do padrão URN encontra-se fixados na norma RFC 1737, a sua sintaxe na RFC 2141.

## Sintaxe de um URN
A norma RFC 2141 (de 1997 mas ainda não-homologada) descreve em BNF:
<URN> ::= "urn:" <NID> ":" <NSS>
onde <NID> é o  Namespace Identifier, e <NSS> é o  Namespace Specific String. As palavras e pontuações entre aspas são obrigatórias. O primeiro elemento da sequência, "urn:", é case-insensitive. O  NID determina a interpretação sintática da string NSS.

## Resolvedores
O "Resolvedor de URN" (URN resolver) é  responsável por interpretar uma URN dada ou consultas sobre URNs, usualmente traduzindo o nome URN em um ou mais URLs. Softwares do tipo server-side URN resolver são definidos na RFC 2169.
Exemplo de Resolvedor URN persistente em funcionamento (ver também urn:lex): http://www.lexml.gov.br/urn .
Resolvedores locais, centrais e federados: a resolução de URNs é idealmente realizada por um PURLs (Persistent Uniform Resource Locators), mas pode ser também uma ferramenta para portais locais. Uma forma de garantir a consistência e operacionalidade entre resolvedors locais e centrais é a federação: o URN resolver local quando não sabe resolver, repassa o pedido para o central.